# Ataque escolar de Vitória
O ataque escolar de Vitória foi um atentado cometido por Henrique Lira Trad, um ex-aluno de 18 anos que invadiu a Escola Municipal de Ensino Fundamental Eber Louzada Zippinotti e, armado com diversas armas, feriu três pessoas, duas delas por uma das bestas usada no ataque. Antes que Lira fosse imobilizado por um professor até a chegada das autoridades.

## Ataque
Por volta das 13h45, o ex-estudante Henrique Lira Trad, de 18 anos, solicitou um trajeto de Uber em direção próximo à Escola Municipal de Ensino Fundamental Eber Louzada Zippinotti e, durante a chegada, Lira desceu próximo à escola e também próximo da vitrine de uma loja.
Lira se vestiu com roupas pretas antes de tentar entrar na escola. Lira pediu ao porteiro para permitir sua entrada, com a desculpa de que ia para uma reunião, mas teve sua entrada negada. Após isso, Lira deixou a entrada e decidiu saltar a lateral da instituição, mas acabou deixando algumas armas para trás. Ao conseguir acesso ao local, Lira se dirigiu à sala dos professores e tentou atingir uma coordenadora, mas a besta que ele utilizava falhou. Professores e a coordenadora da sala imediatamente fecharam a porta, Lira tentou forçar a sua entrada, mas falhou. Então se dirigiu à entrada da escola e fechou o portão com um cadeado, antes de ir para o segundo andar. Ao chegar no andar, disparou contra um funcionário da instituição, mas o disparo atingiu o muro da escola. Um aluno de 10 anos foi encontrado por Lira e tentou ser feito refém, mas o aluno chutou a besta e foi arranhado por Lira, antes de escapar.
Depois, Lira entrou em uma sala da quinta série e atingiu uma professora com uma flecha na perna, antes de tentar acertar uma aluna, mas a besta falhou novamente. Lira tentou recarregar a besta, mas foi puxado para fora por uma coordenadora. Quando Lira perguntou o nome da coordenadora, ela afirmou seu nome, fazendo com que Lira atirasse em sua perna, antes que Lira fosse contido por um professor de educação física até a chegada das autoridades. 

## Autor
O autor, mais tarde, foi identificado como Henrique Lira Trad, que na época do crime estava com 18 anos e era filho de um militar. Lira foi descrito como tímido, mas após a pandemia da Covid-19, Lira começou a ficar mais trancado no quarto ou no banheiro de casa, antes de começar a pedir para comprar mais roupas pretas e ficou mais introspectivo, de acordo com a mãe do autor, Lira estudou na escola atacada antes. Quando ocorreu o massacre de Suzano, um atentado em uma escola de Suzano que deixou 9 mortos, Lira conversou com seus colegas sobre isso e comentou em cometer um ataque semelhante. Lira sofreu bullying na escola invadida e tinha interesse por atentados terroristas.
Lira planejava o atentado desde 2019 e gastou cerca de dois mil reais em suprimentos e diversas armas, incluindo as bestas, que ele utilizou no ataque. Lira participava de uma comunidade chamada "True Crime Community". Antes do ataque ocorrer, Lira passou um tempo jogando um jogo chamado “Morimyia Middle School Shooting”, que é uma espécie de suspense policial em que o jogador controla uma garota que porta armas e atira em uma escola.

## Consequências
Lira foi detido e confessou que queria matar sete pessoas e morrer em um confronto com as autoridades. Inicialmente, Lira foi acusado de seis acusações por tentativa de homicídio, além dos crimes de lesão corporal e constrangimento ilegal por causa do ataque, sendo que duas eram crianças e quatro eram funcionários da instituição. No dia 21 de setembro, Lira estava no Centro de Triagem de Viana e depois foi transferido para o Centro de Detenção Provisória de Guarapari. O inquérito foi instaurado e concluído em 29 de setembro de 2022. No dia 19 de maio de 2023, Lira passou por um julgamento e foi condenado por cinco dessas acusações.  A defesa alegou Lira por insanidade, alegando que Lira estava apenas tentando forçar uma reação policial para que eles atirassem e matassem Lira e não tinha interesse em realmente matar ninguém.
Lira poderia pegar 50 anos de prisão se for condenado por todas as acusações. O pai de Lira foi indiciado por destruir o celular do próprio filho, mas a acusação não foi aceita pelo Ministério Público do Espírito Santo, a acusação foi de fraude processual.
Como consequência do ataque, na próxima semana do ataque, a escola invadida tomou medidas de segurança e adicionou um botão de pânico na instituição.
Mais tarde, um mês após o ataque, um jovem de 14 anos invadiu a Escola Municipal Eurides Santana, em Barreiras, e matou uma aluna cadeirante de 19 anos a tiros e facadas, antes de ser baleado por um homem armado. Foi descoberto que Lira e esse jovem, que utilizava o X (antes Twitter) e tinha como nome de usuário "Hannya_99", haviam discutido por um ano entre si sobre seus ataques. Apesar do inquérito ter acabado, uma nova investigação foi criada. Lira tentou persuadir o jovem a não cometer o ataque, já que era mais novo que ele. Mas, no final, o jovem foi "inspirado" por seu ataque mal-sucedido e utilizou alguns pontos fracos como estudo para seu ataque.
Em abril de 2023, a mãe de Lira comentou a entrevista sobre fatores que servem de alerta para outros pais observarem em seus filhos, como uma frieza emocional repentina e como o isolamento social pode levar à doença mental, um sentimento que foi compartilhado pelas autoridades nas semanas seguintes ao ataque.